# Diocesi di Orange in California
La diocesi di Orange in California (in latino Dioecesis Arausicanae in California) è una sede della Chiesa cattolica negli Stati Uniti d'America suffraganea dell'arcidiocesi di Los Angeles. Nel 2021 contava 1.357.624 battezzati su 3.175.692 abitanti. È retta dal vescovo Kevin William Vann.

## Territorio
La diocesi copre il territorio della contea di Orange nella California meridionale.
Sede vescovile è la città di Orange, dove si trova la cattedrale del Cristo (Christ Cathedral). A San Juan Capistrano sorge la Mission Basilica San Juan Capistrano, elevata al rango di basilica minore.
Il territorio si estende su 2.025 km² ed è suddiviso in 58 parrocchie.

## Storia

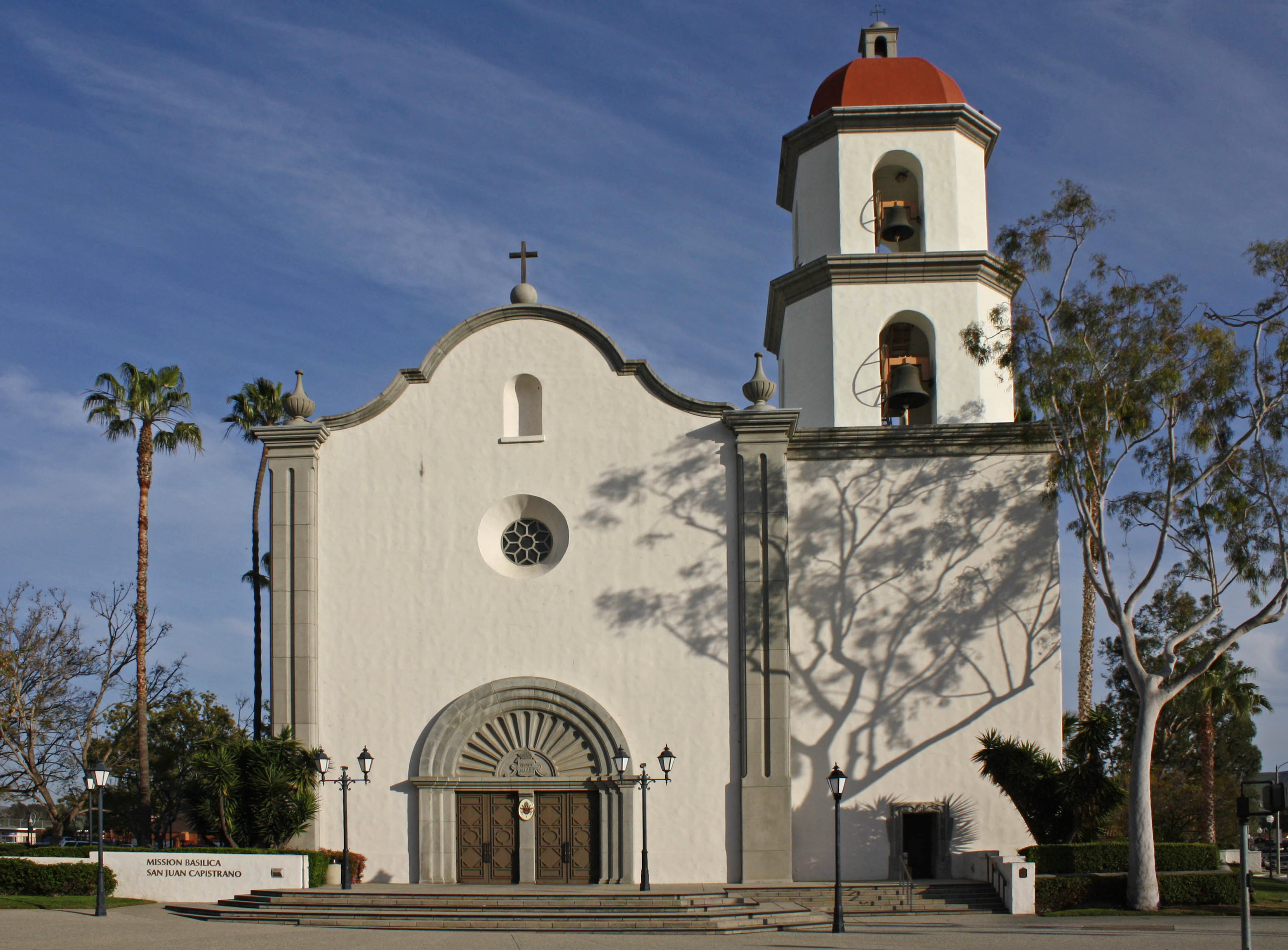
La Mission Basilica San Juan Capistrano a San Juan Capistrano.

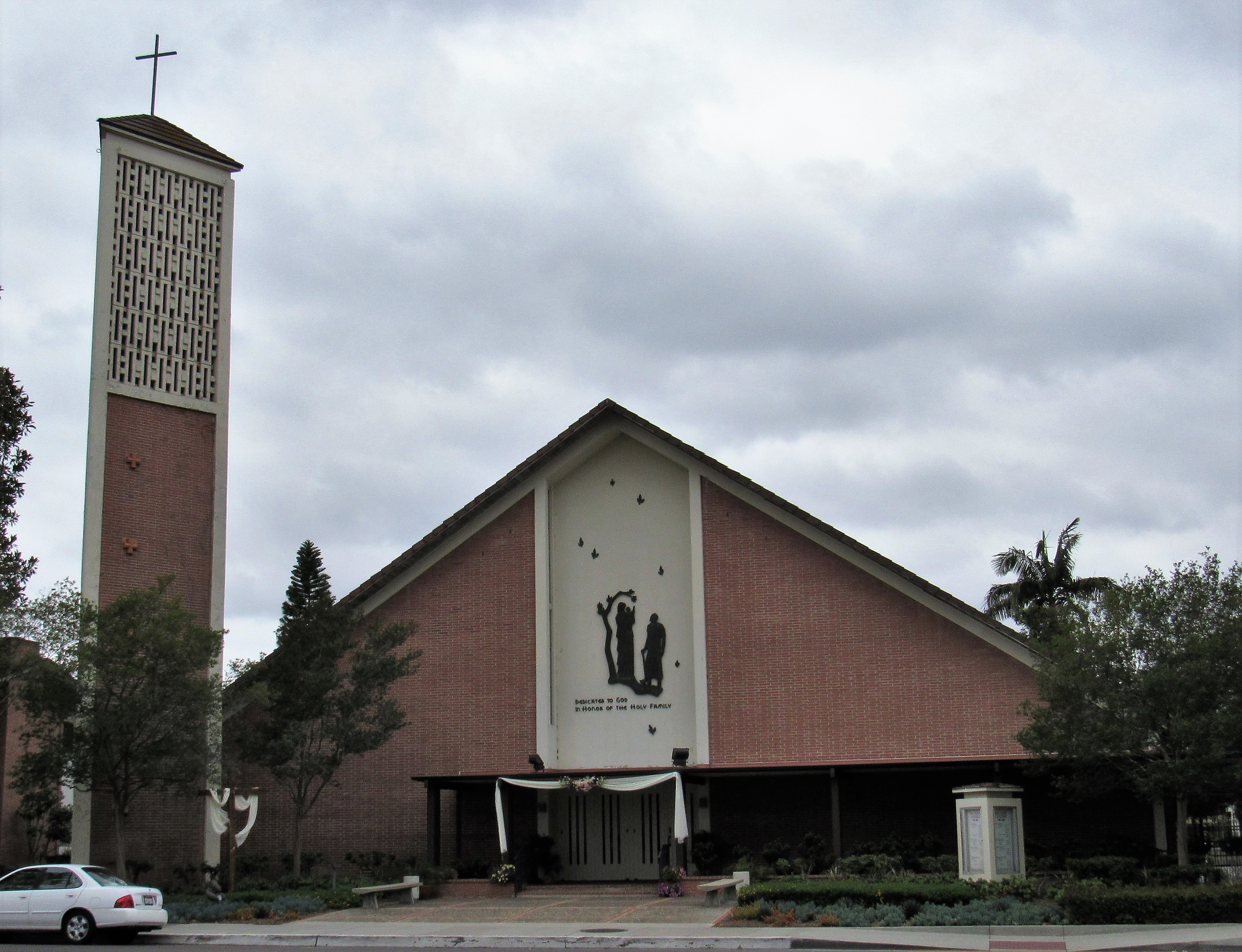
Ex Cattedrale della Sacra Famiglia di Orange.

La presenza della Chiesa cattolica nell'odierna contea di Orange risale al 1776, quando venne fondata la missione di San Juan Capistrano, ad opera del francescano spagnolo padre Junipero Serra. All'epoca l'attuale contea di Orange faceva parte della provincia delle Californie del Vicereame della Nuova Spagna e, dopo il 1804, divenne parte della provincia dell'Alta California, che rimase messicana dopo che questa ottenne l'indipendenza dalla Spagna nel 1821. Scopo della missione era la conversione dei nativi americani; si stimano circa 4.000 le persone convertite tra il 1776 e il 1847.
Il 27 aprile 1840 la Santa Sede eresse la diocesi della California che comprendeva le due Californie, ossia la regione statunitense dell'Alta California (che sommava i territori degli attuali stati di California, Utah, Nevada e parte di Arizona e Wyoming) e quella messicana della Bassa California. In seguito al trattato di Guadalupe Hidalgo del 1848, la California fu divisa fra Messico e Stati Uniti. Il 20 novembre 1849 la parte americana dell'antica diocesi assunse il nome di diocesi di Monterey e, dopo il 7 luglio 1859, quello di "diocesi di Monterey-Los Angeles".
Nel 1922 la diocesi fu separata in due nuove circoscrizioni ecclesiastiche. La contea di Orange si trovò così a far parte della nuova diocesi di Los Angeles-San Diego, che nel 1936 venne elevata al rango di sede metropolitana con il nome di arcidiocesi di Los Angeles.
La diocesi di Orange è stata eretta il 24 marzo 1976 con la bolla Supernae animarum di papa Paolo VI, ricavandone il territorio dall'arcidiocesi di Los Angeles. Fu nominato primo vescovo della nuova sede William Robert Johnson, già ausiliare di Los Angeles.
Il 19 luglio 1976, con la lettera apostolica Cum Nobis, lo stesso papa Paolo VI ha confermato la Beata Maria Vergine, con il titolo di Nostra Signora di Guadalupe, patrona principale della diocesi.
Il 15 giugno 2019 la cattedrale è stata trasferita dalla chiesa della Santa Famiglia alla nuova cattedrale del Cristo, un edificio che la diocesi aveva acquistato nel 2012 da una congregazione protestante che aveva dichiarato fallimento. Per la ristrutturazione dell'edificio e il suo adeguamento al culto cattolico sono occorsi più di sei anni e una spesa che si aggira intorno ai 72 milioni di dollari.

## Abusi sessuali su minori da parte di sacerdoti della diocesi
La diocesi è stata coinvolta negli scandali sull'abuso su minori da parte di sacerdoti cattolici.
Il 3 gennaio 2005, il vescovo Tod David Brown chiese ufficialmente scusa a 87 presunte vittime di abusi sessuali e annunciò un accordo extra-giudiziario di 100 milioni di dollari a seguito di due anni di mediazioni. Le cause riguardavano presunti abusi sessuali da parte di 30 sacerdoti, 2 suore, 1 frate e 10 laici durante gli anni 1980; 11 casi erano contro Eleuterio Ramos e 9 contro Siegfried Widera, entrambi morti (Widera per suicidio). Si trattò del primo accordo californiano legato allo scandalo degli abusi sessuali in seno alla Chiesa cattolica tra la fine del XX e l'inizio del XXI secolo, ed è rimasto l'accordo più oneroso fino a quello da 660 milioni di dollari annunciato dall'arcidiocesi di Los Angeles nel 2007. Metà della somma fu coperta tramite una polizza per responsabilità civile; per prepararsi all'accordo, la diocesi aveva iniziato a tagliare drasticamente i costi, mossa che le permise di stringere l'accordo senza dover chiudere parrocchie o scegliere altri passi cui sono state obbligate altre diocesi statunitensi coinvolte nello scandalo.
Nel giugno del 2012 la diocesi ha raggiunto un accordo extragiudiziario con una vittima, all'epoca dei fatti quattordicenne, dell'allora preside della scuola cattolica Mater Dei High School, Michael Harris. L'accordo prevede il pagamento di 2 milioni di euro più una lettera di scuse da parte dell'allora vescovo di Orange, Tod Brown.

## Cronotassi dei vescovi
Si omettono i periodi di sede vacante non superiori ai 2 anni o non storicamente accertati.
- William Robert Johnson † (24 marzo 1976 - 28 luglio 1986 deceduto)
- Norman Francis McFarland † (29 dicembre 1986 - 30 giugno 1998 dimesso)
- Tod David Brown † (30 giugno 1998 - 21 settembre 2012 ritirato)
- Kevin William Vann, dal 21 settembre 2012

## Statistiche
La diocesi nel 2021 su una popolazione di 3.175.692 persone contava 1.357.624 battezzati, corrispondenti al 42,8% del totale.
| anno | popolazione | popolazione | popolazione | presbiteri | presbiteri | presbiteri | presbiteri                | diaconi | religiosi | religiosi | parrocchie |
| anno | battezzati  | totale      | %           | numero     | secolari   | regolari   | battezzati per presbitero | diaconi | uomini    | donne     | parrocchie |
| ---- | ----------- | ----------- | ----------- | ---------- | ---------- | ---------- | ------------------------- | ------- | --------- | --------- | ---------- |
| 1976 | 312.112     | 1.646.300   | 19,0        | 165        | 108        | 57         | 1.891                     |         |           | 484       | 42         |
| 1980 | 332.044     | 1.800.000   | 18,4        | 243        | 157        | 86         | 1.366                     | 13      | 109       | 509       | 46         |
| 1990 | 501.375     | 2.257.000   | 22,2        | 254        | 180        | 74         | 1.973                     | 33      | 105       | 446       | 53         |
| 1999 | 615.041     | 2.674.091   | 23,0        | 284        | 185        | 99         | 2.165                     | 48      | 5         | 367       | 54         |
| 2000 | 1.029.138   | 2.721.701   | 37,8        | 265        | 170        | 95         | 3.883                     | 67      | 118       | 360       | 55         |
| 2001 | 1.044.191   | 2.760.948   | 37,8        | 266        | 171        | 95         | 3.925                     | 58      | 114       | 360       | 55         |
| 2002 | 1.110.508   | 2.846.289   | 39,0        | 273        | 173        | 100        | 4.067                     | 59      | 124       | 360       | 56         |
| 2003 | 1.127.736   | 2.890.444   | 39,0        | 278        | 173        | 105        | 4.056                     | 59      | 130       | 344       | 56         |
| 2004 | 1.170.480   | 3.000.000   | 39,0        | 277        | 169        | 108        | 4.225                     | 72      | 132       | 350       | 56         |
| 2010 | 1.280.159   | 3.010.759   | 42,5        | 277        | 193        | 84         | 4.621                     | 97      | 106       | 309       | 57         |
| 2013 | 1.304.582   | 3.190.000   | 40,9        | 266        | 188        | 78         | 4.904                     | 105     | 87        | 300       | 57         |
| 2016 | 1.547.000   | 3.145.515   | 49,2        | 279        | 193        | 86         | 5.544                     | 125     | 95        | 303       | 57         |
| 2019 | 1.579.000   | 3.190.400   | 49,5        | 293        | 204        | 89         | 5.389                     | 140     | 98        | 290       | 57         |
| 2021 | 1.357.624   | 3.175.692   | 42,8        | 272        | 204        | 68         | 4.991                     | 148     | 74        | 276       | 58         |